# EJour

eJour er et onlinemagasin, som udgives 10 gange om året på internettet af Journalisthøjskolen.
Magasinet koncentrerer sig om journalistik (den professionelle, digitale nyheds-opsporing og formidling) på internettet. 
Bag eJour står en redaktionsgruppe af fagfolk i Danmark, Norge og Sverige.
eJour uddeler på grundlag af læsernes forslag en årlig eJour pris; tidligere vindere er den uafhængige, privatejede internetavis om dansk politik Altinget, Kolding Kommunes kommunikationstjeneste og den borgerskrevne internetavis Flix. 
I 2007 fik Jyllands-Postens erhvervsportal  prisen, i februar 2008 er TV 2s brugerinvolverede netsted  blevet hædret med prisen, og i 2009 modtog Dorte Toft prisen.

## Ekstern henvisning
- eJours hjemmeside Arkiveret 4. oktober 2006 hos  Wayback Machine

| Bog | Spire Denne artikel om bøger og tidsskrifter er en spire som bør udbygges. Du er velkommen til at hjælpe Wikipedia ved at udvide den. |